# Красногорское сражение
Красногорское сражение (в шведских источниках также «Кронштадтское сражение», «Стирсуденское сражение», швед. Sjöslaget vid Kronstadt) — морское сражение между русской и шведской эскадрами в ходе русско-шведской войны 1788—1790 годов, произошедшее 23—24 мая (3-4 июня) 1790 года в Финском заливе Балтийского моря, северо-западнее деревни  Красная Горка. В ходе сражения русская эскадра не допустила прорыва к Санкт-Петербургу шведов, которые при подходе к русским подкрепления были вынуждены отойти и укрыться в Выборгском заливе.

## Предыстория
После неудачного для шведов Ревельского сражения 2 мая 1790 года, шведская эскадра под командованием Карла Зюдерманландского, простояв 10 дней без движения, в конце концов двинулась на восток, имея в своих планах прорыв мимо Кронштадтской эскадры к Санкт-Петербургу. Это позволило русской Ревельской эскадре покинуть Ревель и также двинуться на восток на соединение с Кронштадтской эскадрой. Дойдя до Гогланда Карл встал на якорь и простоял тут до 21 мая. Узнав о выходе в море Ревельской эскадры Чичагова, он собирался вернуться обратно и дать новый бой, однако по приказу шведского короля Густава III был вынужден, прикрыв переход шведского галерного флота после боя у Фридрихсгама в Выборгский залив, двинуться к Кронштадту.
7 мая командующим действующей и резервной Кронштадтскими эскадрами был назначен вице-адмирал А. И. Круз. Имея под своим командованием 17 линейных кораблей, 4 фрегата и 2 катера, 12 мая он вышел в море для поиска и перехвата шведского флота и начал крейсирование и артиллерийские стрельбы в узкости между Стирсуденом и Долгим Носом. 17 мая Круз, узнав о появлении шведского флота у Гогланда, запросил в своё распоряжение 8 новых гребных фрегатов под командованием капитан-бригадира Ф. И. Деннисона, стоявших у Кронштадта. Вечером 20 мая, когда эскадра Круза находилась в 14 милях от Толбухина маяка, фрегаты присоединились к эскадре.
Утром 21 мая передовые суда русской эскадры заметили неприятеля, а к вечеру того же дня был виден весь шведский флот. 22 мая флоты при легком западном ветре держали друг друга в пределах видимости, не решаясь идти на сближение. Русский флот держался на позиции между мысами Долгим и Стирсуденом, таким образом защищенный берегами от обхода своих флангов.

## Силы сторон
Русская эскадра включала в себя 17 линейных кораблей, 4 парусных и 8 гребных фрегатов, 2 катеров (всего 1760 пушек, из которых 800 крупных (18-36-фунтовых) и 600 мелких орудий на линейных кораблях).
Авангардом командовал вице-адмирал Я. Ф. Сухотин, кордебаталией — сам Круз, державший флаг на «Чесме» (Иоанн Креститель), арьергардом — контр-адмирал И. А. Повалишин. Кроме того, 4 парусных и 5 гребных фрегатов под командованием Ф. И. Денисона были выделены в особый отряд, фактически представлявший собой подвижный резерв для парирования неожиданных действий противника. Ему было предписано держаться на наветренной стороне боевой линии линейных кораблей, чтобы обладать свободой манёвра. 3 гребных фрегата и 2 катера Круз оставил при себе для передачи сигналов и для посылок.
С русской стороны в сражении принимали участие:
- «Иануарий»
- «Не тронь меня» (капитан 1-го ранга Д. Тревенен);
- «Америка» (капитан 2-го ранга Я. Г. Сукин);
- «Иезекиль» (капитан бригадирского ранга И. Н. Курманалеев);
- «Царь Константин» (капитан бригадирского ранга Н. С. Скуратов);
- «Сысой Великий» (капитан 1-го ранга А. A. Жохов);
- «Победослав» (капитан 2-го ранга Г. A. Сенявин);
- «Иоанн Богослов» (капитан бригадирского ранга И. М. Одинцов);
- «Всеслав» (капитан 2-го ранга М. И. Борисов);
- «Святой Петр» (капитан 2-го ранга П. Н. Хомутов)
- «Иоанн Креститель (Чесма)»
- «Трех Иерархов» (капитан 1-го ранга К. Я. Обольянинов);
- «Двенадцать апостолов» (капитан бригадирского ранга Н. С. Федоров);
- «Св. Князь Владимир»
- «Св. Николай Чудотворец» капитан 1-го ранга А. А. Пекин
- «Пантелеймон» капитан 2 ранга И. И. Лотырев

Шведский флот насчитывал 22 линейных корабля, 8 линейных и 4 малых фрегата и несколько вспомогательных судов (1200 орудий 29-36-фунтовых орудий и 800 более мелких). В боевую линию герцог Карл включил все линейные корабли и 2 больших фрегата, остальные 6 фрегатов также были выделены в отдельный отряд для поддержки пострадавших в бою кораблей и наиболее атакованной части флота.
Имея указание от шведского короля беречь свою жизнь герцог Карл со штабом перешёл на борт фрегата «Улла Ферзен», чтобы управлять боем вне строя, на флагманском «Густаве III» оставался для приема и передачи сигналов флаг-офицер лейтенант Клинт. Фактически кордебаталию возглавлял командир флагманского корабля полковник Клинт. Авангардом командовал контр-адмирал Модее, а арьергардом — полковник Лейонанкерн.

## Сражение

### 23 мая
После полуночи 23 мая ветер сменился на восточный, и Круз принял решение атаковать противника. В 3 часа русский флот получил сигнал флагмана атаковать неприятеля и сразиться с ним на дистанции ружейного выстрела. По этому сигналу авангард пошёл на сближение со шведским флотом. Русские корабли шли в строю фронта, но вскоре легли на курс, почти параллельный неприятельскому. Около 4 часов утра шведский авангард первым открыл огонь. Корабли маневрировали столь медленно, что для вхождения всех в линию боя потребовалось не менее часа. Большие шведские фрегаты, державшиеся в стороне от линии боя против корабельных интервалов, вскоре вступили в линию, усилив огонь шведской эскадры. Против одного русского корабля приходилось по два шведских. Основной огонь шведов был сосредоточен против флагманского корабля Круза и северного фланга русской эскадры. Около 5 часов командовавшему северным флангом вице-адмиралу Сухотину ядром оторвало ногу, и он передал командование командиру своего корабля капитану Федорову, попросив его не ослаблять атаку. На поддержку русского северного фланга двинулся особый отряд фрегатов Деннисона, открывший огонь в интервалах между русскими кораблями. Однако, вскоре по сигналу Фёдорова этот огонь был прекращен, так как ядра пробивали паруса своих кораблей, и фрегаты Деннисона двинулись дальше на фланг.
Во время сражения ветер менялся от северо-восточного до юго-восточного, так что корабли из строя кильватера перешли в строй пеленга. Около 7 часов утра бой стал угасать, шведы начали отходить на запад, к Сескару. Круз намеревался преследовать их и около 9 часов отдал сигнал по эскадре построить линию не «по учреждению», а «по способности», что сокращало время перестроения, однако к этому моменту ветер окончательно стих.
Около 11 часов из Бьоркезунда показался отряд шведского галерного флота из 20 шхерных судов, который попытался атаковать ближайшие русские корабли, однако был отогнан гребными фрегатами Деннисона, не причинив вреда русским.
Около полудня ветер переменился на западный и стал усиливаться. Оказавшись с наветренной стороны шведы повернули на юг, легли параллельно русскому флоту и атаковали его на правом галсе, сосредоточив основной огонь на русский флагманский корабль «Иоанн Креститель» и кордебаталию. После часовой перестрелки на большой дистанции, около 15 часов шведы стали приводить к ветру, флоты разошлись и бой вновь затих.
Около 17 часов эскадра Круза, дойдя до южного берега Финского залива у мыса Долгого, вновь повернула на север и выстроилась в линию на левом галсе. Шведы находились между островами Сескар и Биоркэ. Около 18 часов шведы стали последовательно спускаться к русскому авангарду. Эскадры сблизились для боя третий раз за день. Однако, в этот раз шведы не стали подходить на близкую дистанцию, повернули и легли на встречный курс с русской эскадрой, из-за чего огонь не принёс противникам особого вреда.
Вечером 23 мая сильно повреждённый линейный корабль «Иоанн Богослов» самовольно ушёл в Кронштадт для ремонта.

### 24 мая
После первого дня сражения Карл Зюдерманландский планировал не продолжать сражение и отойти к Гогланду, но по приказу шведского короля был вынужден изменить свои планы. Командующий русской эскадрой вице-адмирал Круз также не планировал активные действия, а собирался держаться в виду неприятельского флота, пока не подойдет эскадра Чичагова.
В течение ночи боевых действий не происходило — русская эскадра находилась на линии немного западнее меридиана Стирсудена, а шведская — в пяти милях западнее. Обе эскадры исправляли полученные за день повреждения и готовились к новому бою. Раненого вице-адмирала Сухотина отвезли в Кронштадт, но его флаг остался на корабле, чтобы не обнаруживать потери.
Утром 24 мая установилось маловетрие, горизонт был застлан дымкой. По сигналу вице-адмирала Круза к 10 часам русская эскадра выстроила линию баталии. После полудня подул юго-западный ветер, переходивший в западный. Русская эскадра выстроилась в линию баталии на правом галсе курсом на юг. Шведский король, получив донесение, что эскадра Чичагова прошла остров Нарген, приказал возобновить бой, который он рассчитывал кончить до подхода ревельской эскадры. С 13 часов подул попутный шведам юго-западный ветер и они, идя правым галсом, начали медленно спускаться на русскую линию. В то же время, Круз отводил свои корабли на восток, стремясь завлечь шведов в глубину мелководной Кронштадтской бухты.
Около 17 часов шведы открыли огонь, между их авангардом и частью русского флота завязалась оживленная перестрелка. Получив повреждения, русская эскадра не смогла сохранить линию баталии, её арьергард сбился в кучу, а шведы оттянули свой арьергард далеко за хвост русской колонны, поставив русские корабли под перекрёстный огонь. Два шведских концевых корабля с четырьмя фрегатами, заметив разрыв русской линии, попытались отрезать русские арьергардные корабли, но были отогнаны фрегатами Деннисона. В течение боя эскадры приблизились к южному берегу Финского залива, при повороте через фордевинд линия русской эскадры значительно расстроилась и, закончив манёвр и взяв курс на север, суда оказались в другом порядке. После 20 часов ветер стих, море заволокла дымка и бой прекратился.
Около 20.30 к шведской эскадре с запада подошёл свой фрегат «Яррамас», который известил Карла Зюдерманландского, что за ним гонится эскадра Чичагова. Оказавшись под угрозой окружения русскими эскадрами, шведы стали отступать на запад. Эскадра Круза держала их в поле видимости, ожидая подхода Чичагова.
Утром 25 мая шведская эскадра отошла за остров Сескар. На рассвете 26 мая русские эскадры увидели друг друга, но шведский флот уже отходил за остров Торсари, исполняя приказание короля «Войти в Выборгскую бухту для прикрытия шхерного флота».

## Потери
Русские потери составили 94 убитых, 246 раненых. Причём во время сражения у русских от стрельбы взорвались 25 пушек (что не так много, учитывая что за два дня эскадра Круза сделала 36 тысяч выстрелов), от чего погибло 34 человека.
Шведы потеряли 84 человека убитыми и 283 раненными.

## Последствия
Русскими была одержана стратегическая победа: будучи слабее неприятеля, они не допустили неприятеля в Кронштадт и Петербург, воспользовавшись местностью для прикрытия своих флангов в то же время дождались подхода ревельской эскадры.
В результате сражения шведский флот оказался запертым в Выборгском заливе, где через месяц был разгромлен соединенными русскими эскадрами.
За Красногорское сражение императрица наградила А. И. Круза орденом Св. Александра Невского.